# 爆笑頻道 (亞洲)
爆笑頻道(亞洲)（英語：Comedy Central Asia）是維亞康姆CBS旗下全天候24小時播送喜劇節目的電視頻道。 台灣由德影音代理編成。於2021年2月1日結束營運。

## 综艺
- 《周六夜现场》
- 《每日秀》

## 影集
- 這不是生物課（英语：A.P. Bio）
- 荒唐阿姨
- 華印一家親（英语：Achar!）
- 英倫皇族遊美國（英语：Almost Royal）
- 憤怒管理
- 流金歲月
- 奧卡菲娜成長記（英语：Awkwafina Is Nora from Queens）
- 廢柴世界（英语：Big Bad World (TV series)）
- 追夢好萊塢（英语：Big Time in Hollywood, FL）
- 大城小妞
- 哥哥真偉大（英语：Brotherhood (UK TV series)）
- 伴我雙飛
- 社畜聯盟（英语：Corporate (TV series)）
- 峽谷之家（英语：Crash Canyon）
- 黛麗看世界（英语：Daria）
- 屍亡谷分局（英语：Death Valley (TV series)）
- 底特律追夢人（英语：Detroiters (TV series)）
- 肯恩醫生煩不煩
- 艾倫與她的朋友們（英语：Ellen (TV series)）
- 人人都恨克里斯
- 前夫三人行
- 羅家七口（英语：The Family Law）
- 唉呦我的天
- 金色年代（英语：The Goldbergs (TV series)）
- 離婚也快樂（英语：Happily Divorced）
- 大衛不服輸（英语：Hoff the Record）
- 好萊塢人夫日記
- 魅力克利夫蘭
- 我的室友是麻豆（英语：I Live with Models）
- 艾米·舒默的內心世界
- 空降老媽（英语：Instant Mom）
- 愛我別走
- 爭愛來作伙（英语：Love & War (TV series)）
- 癟四與大頭蛋
- 老外學英文
- 救援高手（英语：Nathan for You）
- 單身公寓（英语：The Odd Couple (2015 TV series)）
- 大哥大姐沒出息（英语：The Other Two (TV series)）
- 警察瘋雲（英语：Reno 911）
- 莎拉過生活（英语：The Sarah Silverman Program）
- 愛上一個家（英语：Spouse for House）
- 南方四賤客
- 為人師婊（英语：Teachers (2016 U.S. TV series)）
- 上班狂人

## 相關
- 爆笑頻道

## 外部連結
- COMEDY CENTRAL 爆笑頻道 | 杰德影音 （页面存档备份，存于）
- 爆笑頻道的Facebook專頁
- 爆笑頻道的X（前Twitter）